# Кутрофиано
Кутрофиа̀но (на италиански: Cutrofiano, на грико, Kutrufiàna, Кутруфиана, на местен диалект Cutrufiànu, Кутруфиану) е град и община в Южна Италия, провинция Лече, регион Пулия. Разположен е на 81 m надморска височина. Населението на общината е 9125 души (към 2012 г.).
 В това градче живее гръцко общество, което говори на особен гръцки диалект, наречен грико. Град Кутрофиано е част от етнографическия район Салентинска Гърция.